# Каспар Мемеринг
Каспар Мемеринг (на немски: Caspar Memering) е бивш германски футболист, роден на 1 юни 1953 г. в Бокхорст.
Най-големите си успехи постига с екипа на Хамбургер - двукратен шампион на Германия, носител на КНК и Купата на Германия. След Хамбургер играе две години във френския Бордо, където също става шампион, но за разлика от престоя му в Хамбург няма статута на титуляр. После се завръща в родината си и се състезава за Шалке 04.
За националния отбор на Германия има изиграни три мача. Един от тях е на Евро 1980, където Германия става шампион.

## Успехи
- 1 х Европейски шампион: 1980
- 1 х Финалист за КЕШ: 1980
- 1 х Носител на КНК: 1977
- 1 х Финалист за Купата на УЕФА: 1982
- 2 х шампион на Германия: 1979 и 1982
- 3 х Вицешампион на Германия: 1976, 1980 и 1981
- 1 х Носител на Купата на Германия: 1976
- 1 х Финалист за Купата на Германия: 1974
- 1 х шампион на Франция: 1984